# Świerże (gromada)
Świerże – dawna gromada, czyli najmniejsza jednostka podziału terytorialnego Polskiej Rzeczypospolitej Ludowej w latach 1954–1972.
Gromady, z gromadzkimi radami narodowymi (GRN) jako organami władzy najniższego stopnia na wsi, funkcjonowały od reformy reorganizującej administrację wiejską przeprowadzonej jesienią 1954 do momentu ich zniesienia z dniem 1 stycznia 1973, tym samym wypierając organizację gminną w latach 1954–1972.
Gromadę Świerże z siedzibą GRN w Świerżach utworzono – jako jedną z 8759 gromad na obszarze Polski – w powiecie chełmskim w woj. lubelskim na mocy uchwały nr 7 WRN w Lublinie z dnia 5 października 1954. W skład jednostki weszły obszary dotychczasowych gromad Świerże I, Świerże II i Dobryłów oraz miejscowość Zamieście kol. z dotychczasowej gromady Dobryłówka ze zniesionej gminy Świerże w tymże powiecie. Dla gromady ustalono 15 członków gromadzkiej rady narodowej.
1 stycznia 1958 do gromady Świerże włączono wieś Hniszów, kolonię Hniszów, kolonię Brzeziny, kolonię Wesołówka, kolonię Zofijówka, kolonię Marysin i kolonię Jamny ze zniesionej gromady Rudka oraz wsie Dobryłówka, Ludwin i Wólka Okopska ze zniesionej gromady Wólka Okopska w tymże powiecie.
Gromada przetrwała do końca 1972 roku, czyli do kolejnej reformy gminnej.